# 福岡市教育委員会
福岡市教育委員会（ふくおかしきょういくいいんかい）は、福岡県福岡市中央区天神1丁目8番1号に拠点を置く、福岡市の組織。福岡市内の教育に関連した調査などを行う行政委員会である。19年3月の教育長は星子明夫氏。22年4月から25年3月までの教育長は石橋正信氏。25年4月からの教育長は、下川祥二氏である。

## 概要
組織は総務部・教育環境部・教育支援部・指導部など分かれており、それぞれの部門には総務課・教育政策課・職員課・教職員課・人権・同和教育課・教育環境課・施設課・学校計画課・教育支援課・学校支援課・健康教育課・生涯学習課・学校指導課・発達教育センター・初等教育課・中学校教育課・教育相談課・油山青年の家・青年センター・背振少年自然の家・海の中道青少年海の家・少年科学文化会館・婦人会館・東市民センター・博多市民センター・中央市民センター・南市民センター・城南市民センター・早良市民センター・西市民センターほか、業務によって課などに分けられている。教育委員会会議の開催のほか、いじめへの対策として意識調査を実施、さらに学校の合併や新設などを行っている。